# Gold (album d'Eric B. and Rakim)
Pour les articles homonymes, voir Gold.
Albums de Eric B. and Rakim
Classic
(2003) Repaid in Full: The Paid in Full Remixed
(2008)
Gold est une compilation d'Eric B. & Rakim, sortie le 14 juin 2005.

## Liste des titres

### Disque 1
| No  | Titre                                                     | Durée |
| --- | --------------------------------------------------------- | ----- |
| 1.  | Eric B. Is President                                      | 6:17  |
| 2.  | I Know You Got Soul                                       | 4:44  |
| 3.  | I Ain't No Joke                                           | 3:52  |
| 4.  | Paid in Full (Seven Minutes of Music - The Coldcut Remix) | 7:13  |
| 5.  | My Melody (Original Mix)                                  | 5:57  |
| 6.  | Follow the Leader                                         | 5:32  |
| 7.  | Microphone Fiend                                          | 5:18  |
| 8.  | Lyrics of Fury                                            | 4:15  |
| 9.  | Put Your Hands Together (Fon Force Mix)                   | 5:29  |
| 10. | The R (Remix Edit)                                        | 3:25  |

### Disque 2
| No  | Titre                                                                   | Durée |
| --- | ----------------------------------------------------------------------- | ----- |
| 1.  | Let the Rhythm Hit 'Em (Upso Mix)                                       | 6:11  |
| 2.  | No Omega (Extended Remix Version)                                       | 5:22  |
| 3.  | In the Ghetto (Extended Mix)                                            | 6:13  |
| 4.  | Run for Cover                                                           | 4:49  |
| 5.  | Mahogany                                                                | 4:37  |
| 6.  | What's on Your Mind (House Party II Rap Theme) (Extended Vocal Version) | 5:21  |
| 7.  | Rest Assured                                                            | 3:34  |
| 8.  | What's Going On                                                         | 3:51  |
| 9.  | Juice (Know The Ledge) (Main Mix)                                       | 4:01  |
| 10. | Casualties Of War (Radical Radio Edit)                                  | 4:09  |
| 11. | Don't Sweat the Technique                                               | 4:22  |